# Mary Fields
Mary Fields, également connue sous le nom de Stagecoach Mary (« Mary la diligence ») et de Black Mary (« Mary la noire »), est née vers 1832 et morte le 5 décembre 1914. Elle est la première factrice longue distance afro-américaine aux États-Unis,.
Mary Fields reçoit en 1895 le mandat de livreur du courrier américain de Cascade (Montana) à Saint Peter's Mission (en), à 16,9 km au nord-ouest de Cascade. On lui attribue par la suite deux missions de livraison, une de 1895 à 1899 et une de 1899 à 1903.
En 2006, l’autrice Miantae Metcalf McConnell effectue des recherches sur Mary Fields. Elle transmet le fruit de son travail aux archives du service postal des États-Unis, qui reconnaît alors Mary Fields comme la toute première factrice afro-américaine longue distance du pays.

## Biographie

### Jeunesse et carrière
Née esclave vers 1832, dans le comté de Hickman, Tennessee, Mary Fields est affranchie après la guerre de Sécession en 1865, lorsque l'esclavage est aboli,.
Elle travaille par la suite comme domestique du juge Edmund Francis Dunne (en). À la mort de l'épouse du juge, décédée en 1883, à San Antonio, en Floride, Mary Fields est envoyée vivre avec les cinq enfants de la famille chez leur tante, Mary Amadeus, mère supérieure d'un couvent d'Ursulines à Toledo, dans l'Ohio.
En 1884, Mary Fields part dans le Montana soigner Mary Amadeus d'une pneumonie contractée pendant l'établissement d'une école pour les filles autochtones à St. Peter's Mission, à l'ouest de Cascade. Mary Fields s'y installe après le rétablissement d'Amadeus. Elle y exerce plusieurs métiers : transporteuse de marchandises et de personnes, blanchisseuse, ouvrière agricole et travailleuse dans le bâtiment à titre de contremaîtresse de chantier. Fields était catholique, mais elle préférait la compagnie (et les activités) des hommes de la région à la fréquentation des sœurs, ce qui ne l'empêchait pas d'effectuer des tâches pour le couvent.
Les peuples amérindiens la surnommaient « Le corbeau blanc » car « elle agissait comme une femme blanche tout en ayant la peau noire »[réf. nécessaire].
En 1894, après plusieurs plaintes et un incident répertorié avec un garçon de maison avec lequel elle s'est battue à l'arme à feu, l'évêque lui ordonne de quitter le couvent. Mère Amadeus l'aide à ouvrir un restaurant à proximité de Cascade. Mary Fields y sert de la nourriture à tout le monde (même aux personnes démunies). Le restaurant fait faillite dix mois plus tard[réf. nécessaire].

### Service postal
Âgée d'une soixantaine d'années, Mary Fields est embauchée comme factrice parce qu'elle est la candidate la plus rapide à préparer un attelage de six chevaux. Elle devient la première femme afro-américaine à travailler pour le service postal américain. Le ministère des Postes proposait des contrats aux personnes demandant les rémunérations les plus basses et qui prenaient à leur charge les frais de déplacement. Le plus offrant effectuait alors la mission lui-même ou la sous-traitait.
Elle prend la route avec plusieurs chevaux et un mulet nommé Moïse[réf. nécessaire]. Sa fiabilité lui vaut le surnom de « Stagecoach » (Diligence),. Si la neige était trop haute pour pouvoir utiliser ses chevaux, Fields livrait le courrier en raquettes tout en portant les sacs sur ses épaules.

### Retraite
Avec l'âge, Mary Fields est devenue une personnalité publique respectée à Cascade. La ville fermait ses écoles chaque année le jour de son anniversaire et lorsque le Montana adopte une loi interdisant aux femmes d'entrer dans les saloons, le maire de Cascade lui accorde une exemption, ce qui témoigne de sa popularité. En 1903, à 71 ans, Fields prend sa retraite de factrice mais continue de garder de nombreux enfants à Cascade. Elle possède et exploite un service de blanchisserie à domicile.

### Décès
Décédée en 1914, à l'hôpital Columbus de Great Falls, à environ 40 km de sa ville, Mary Fields est enterrée à Cascade.

## Héritage et représentations dans la culture populaire

### Films
- Dans le documentaire South by Northwest, "Homesteaders" (1976), Fields est jouée par Esther Rolle[10].
- Dans le téléfilm The Cherokee Kid (1996), Fields est jouée par Dawnn Lewis.
- Dans le téléfilm Hannah's Law (2012), elle est interprétée par Kimberly Elise.
- Dans le court western, They Die By Dawn (2013), Fields est jouée par Erykah Badu.
- Dans le film The Harder They Fall (2021) de Jeymes Samuel, elle est incarnée par Zazie Beetz.

### Presse
- En 1959, l'acteur Gary Cooper a écrit ceci pour un article pour la revue Ebony : « Née esclave quelque part dans le Tennessee, Mary est devenue l'une des âmes les plus libres qui aient jamais été en capacité de respirer ou de dégainer un 38 mm »[11].
- Stagecoach Mary Fields est un scénario écrit par Georgianne Landy-Kordis[12].
- Une biographie pour enfants, Fearless Mary: The True Adventures of Mary Fields, American Stagecooach Driver de Tami Charles[13].

### Musique
- Fields est le sujet de la chanson de Michael Hearst (en) Stagecoach Mary, dans le cadre de son projet Extraordinary People de 2015[14].

### Télévision
- Dans la série télévisée AMC, Hell On Wheels (2011-2016), Fields est joué par Amber Chardae Robinson, présente dans cinq épisodes en 2015-2016, saison 5.

### Autre
- L'astéroïde 7091 Maryfields, découvert par Kenneth Lawrence et Eleanor Helin à Palomar en 1992, est nommé en son honneur (M.P.C. 118218).